# Švábenice
Švábenice (deutsch Schwabenitz, 1939–1945 Schwabendorf) ist eine Minderstadt in Tschechien. Sie liegt vier Kilometer südöstlich von Ivanovice na Hané und gehört zum Okres Vyškov.

## Geographie
Švábenice befindet sich in den nördlichen Ausläufern der Litenčické vrchy am Übergang zur Obermährischen Senke (Hornomoravský úval). Der Ort erstreckt sich in der Talmulde des Baches Švábenický potok. Gegen Norden fließt die Haná. Rechtsseitig des Flusses verläuft die Autobahn D 1, die nächste Abfahrt 236 Ivanovice na Hané liegt zweieinhalb Kilometer nordwestlich des Städtchens. Nordöstlich erhebt sich der Hradisko (265 m), im Südwesten die Lopata (429 m).
Nachbarorte sind Chvalkovice na Hané, Dřevnovice und Těšice im Norden, Tištín und Charváty im Nordosten, Koválovice-Osíčany und Dětkovice im Osten, Pačlavice, Zdravá Voda, Lhota und Boří za Zdravou Vodou im Südosten, Vanovsko und Orlovice im Süden, Moravské Málkovice im Südwesten, Medlovice im Westen sowie Hoštice und Ivanovice na Hané im Nordwesten.

## Geschichte

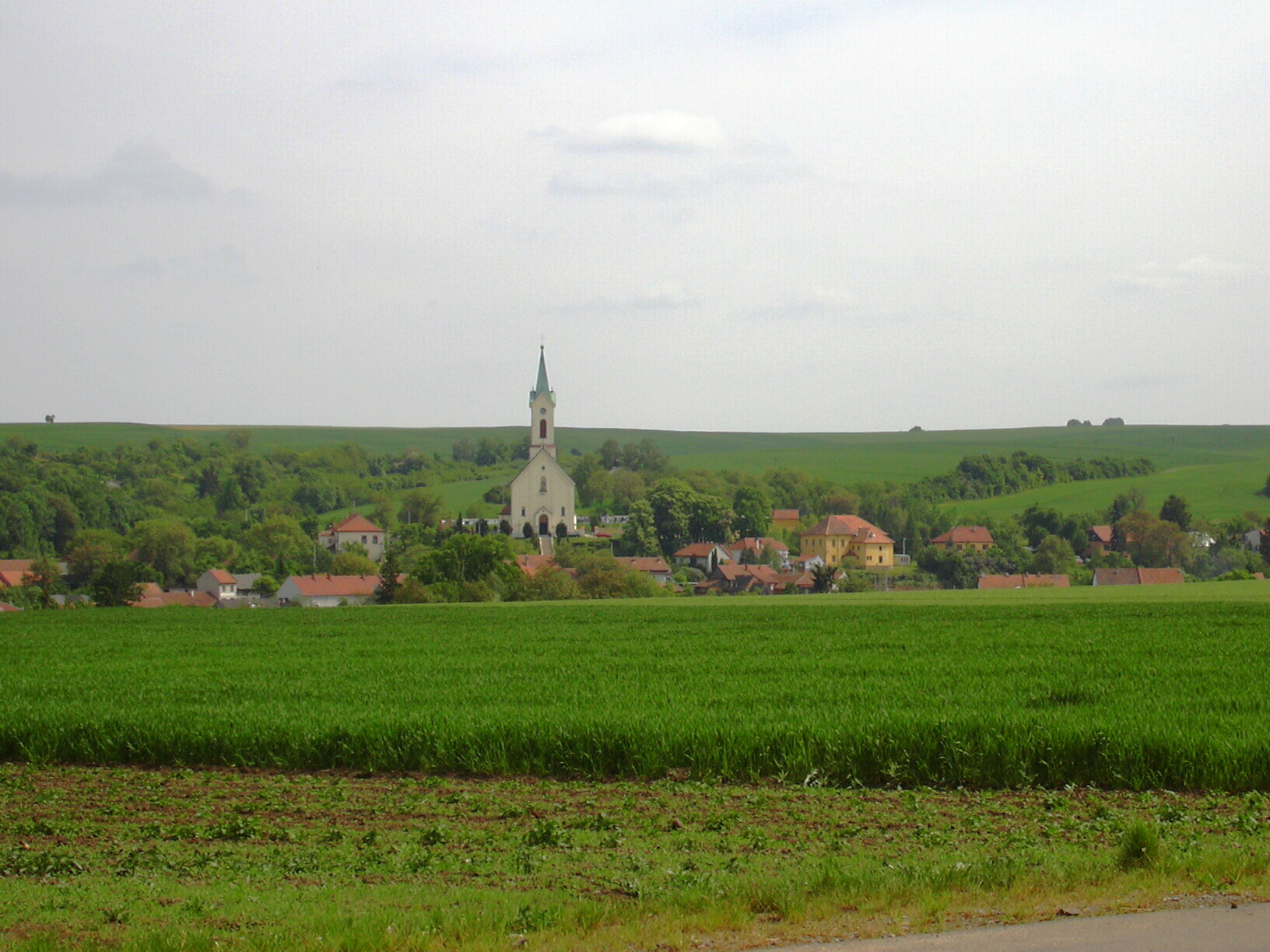
Ortsansicht

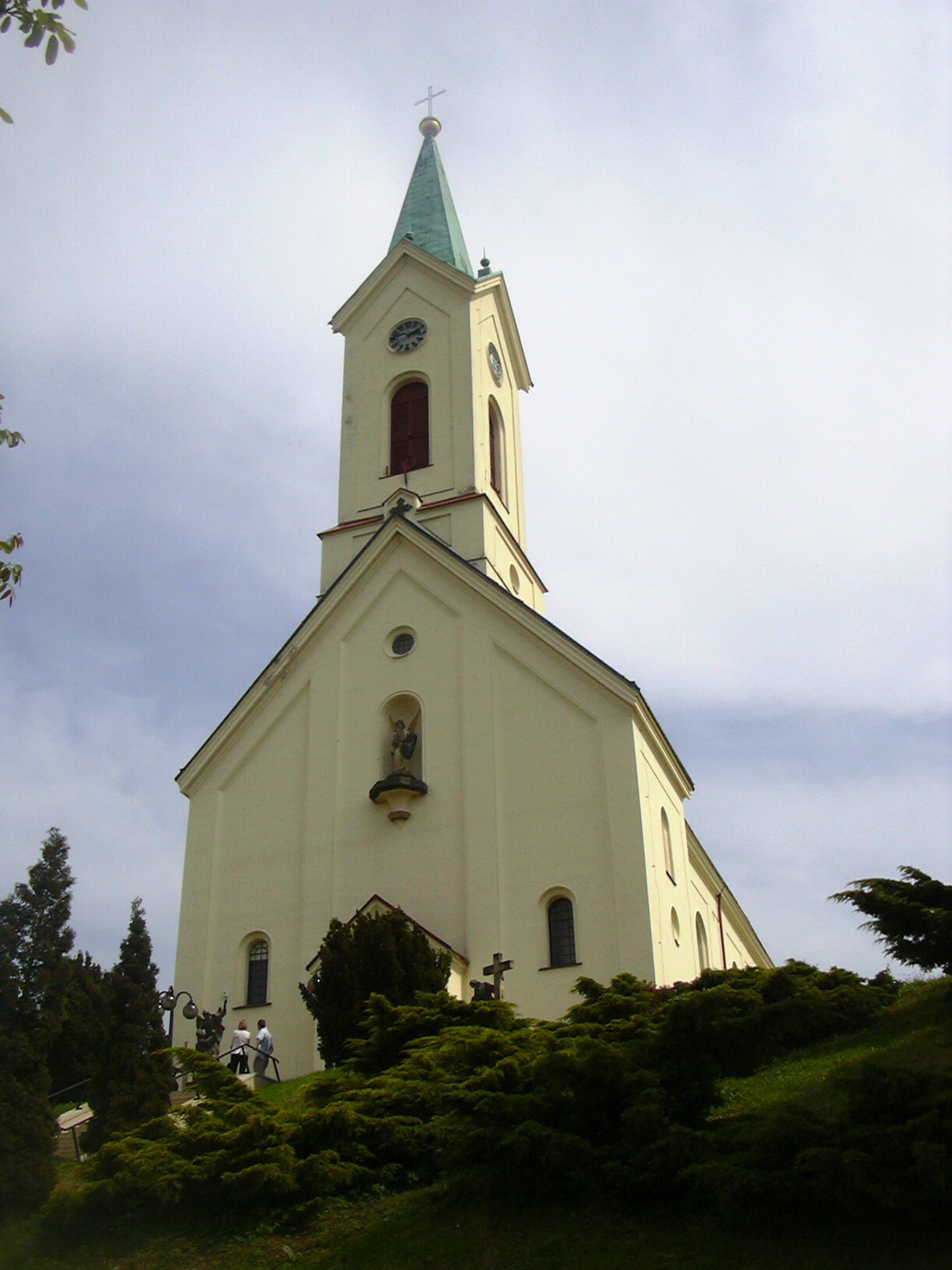
Kirche des Erzengel Michael

Die erste schriftliche Erwähnung des Ortes erfolgte im Jahre 1170 im Zusammenhang mit den Herren von Schwabenitz. Sitz des Geschlechts war die Feste Schwabenitz, die sich wahrscheinlich am nordöstlichen Ortsrand auf dem Hügel Hradisko befand. 1309 erteilte Vítek von Schwabenitz dem Augustinerkloster auf dem Zderaz bei Prag das Kirchpatronat in Schwabenitz. Der größte Teil des Dorfes gehörte zu den Gütern des Bistums Olmütz, das diese dem 1340 errichteten Benediktinerinnenkloster Pustiměř überließ. Am 8. September 1348 wurde Švábenice zum Städtchen erhoben. Ab 1363 übten die Pustiměř Benediktinerinnen das Patronat über die Kirche von Švábenice aus. Während der Hussitenkriege wurde die Feste zerstört und ihre Reste später abgetragen und überbaut. Der weltliche Anteil von Švábenice wurde danach der Herrschaft Eywanowitz zugeschlagen. Nach der Aufhebung des Klosters fiel der klösterliche Anteil wieder dem Bistum zu und wurde 1590 an die Herrschaft Wischau angeschlossen. Im Jahre 1732 erfolgte die Verlegung des Dekanatssitzes von Pustiměř nach Švábenice. 1838 wurde das Schulhaus errichtet. Bis zur Mitte des 19. Jahrhunderts blieb Švábenice zwischen den Herrschaften Wischau und Eywanowitz geteilt.
Nach der Aufhebung der Patrimonialherrschaften bildete Švábenice/Schwabenitz ab 1850 eine Marktgemeinde in der Bezirkshauptmannschaft Wischau. Im Jahre 1880 lebten in dem Ort 1308 Menschen. Vor 1954 verlor Švábenice seinen Status als Městys. Zwischen 1976 und 1990 war Dětkovice eingemeindet. Seit 2000 führt die Gemeinde ein Wappen und Banner, das das Familienwappen der Herren von Schwabenitz darstellt. Am 23. April 2008 erhielt Švábenice den Status eines Městys zurück.

## Ortsgliederung
Für den Městys Švábenice sind keine Ortsteile ausgewiesen.

## Sehenswürdigkeiten
- Pfarrkirche des Erzengel Michael, der südlich des Städtchens auf einem Hügel thronende Bau wurde 1718 errichtet und nach einem Brand 1741 wiederaufgebaut. Im Kirchturm befindet sich ein Museum.
- Alte Schule, der 1838 errichtete Bau dient heute als Heimatmuseum
- Dreifaltigkeitssäule, geschaffen 1711
- Statue des hl. Johannes von Nepomuk auf dem Markt, geschaffen 1746
- Statue des hl. Florian aus dem Jahre 1711
- Statuen eines Engels mit Christus und des himmlischen Vaters, vor der Kirche, geschaffen 1756
- Kreuz auf dem Friedhof, geschaffen 1767
- Kreuz unterhalb der Kirche, errichtet 1859
- Kapelle der Jungfrau Maria von Lourdes aus dem Jahre 1888
- Kapelle des hl. Wenzel, errichtet 1929
- Kapelle der Jungfrau Maria auf dem Burgstall, erbaut 1877
- Denkmal für die Gefallenen beider Weltkriege, errichtet 1924
- Pfarrhaus mit Sonnenuhr
- Naturdenkmal Nad Medlovickým potokem, südwestlich des Ortes
- Naturdenkmal Roznitál, südlich von Švábenice

## Söhne und Töchter des Ortes
- Petr Pištělka (1887–1963), Maler und Illustrator